# Vikersund
Vikersund este o localitate din comuna Modum, provincia Buskerud, Norvegia, cu o suprafață de 2,32 km² și o populație de 2.946 locuitori (2013).